# Лещук Тарас Степанович
Тарас Степанович Лещук (13 травня 1984, с. Надрічне — 13 вересня 2023, с. Вербове) — український військовослужбовець, учасник російсько-української війни.

## Життєпис
Народився 13 травня 1984 році в селі Надрічне Бережанського району. Проживав з сім'єю в селі Рай біля Бережан.
Останнє місце служби — командир роти військової частини А4030
Загинув 13 вересня 2023 в результаті мінометного обстрілу та підриву на міні під час виконання бойових завдань
Похорон відбувся 24 вересня 2023 на кладовищі в селі Рай.

## Нагороди
- Орден Богдана Хмельницького ІІІ ступеня (13 травня 2024, посмертно) — за особисту мужність, виявлену у захисті державного суверенітету та територіальної цілісності України, самовіддане виконання військового обов'язку[4]